# Rudaba

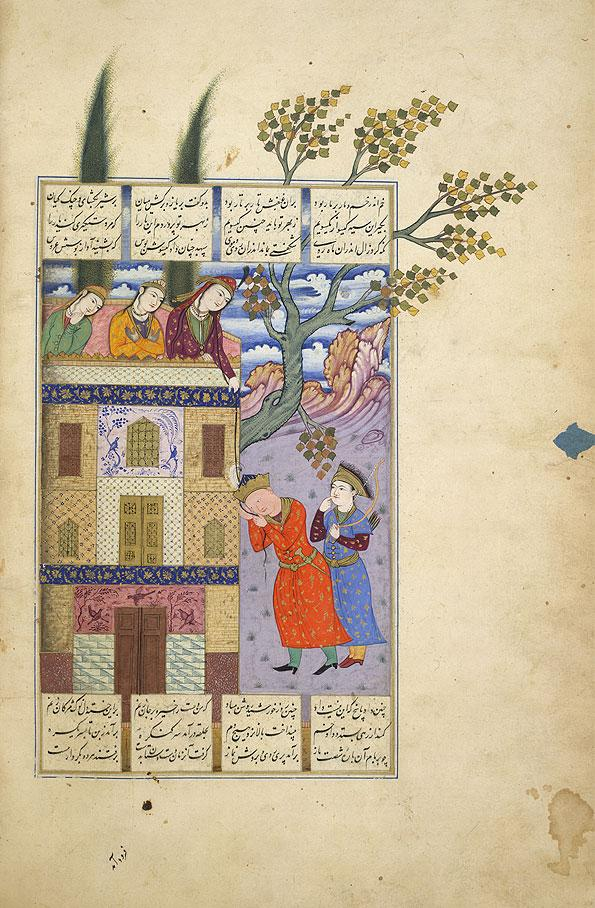
Rudabeh, miniature persane

Roudabeh (en persan : رودابه / Rudâbe, « enfant resplendissant », aussi transcrit Rudaba)  est  un personnage féminin de la mythologie perse et figure dans Shahnameh, l'épopée écrite par Ferdowsi. Fille de Mehrab Kaboli, elle épousa Zal et eut de lui Rostam.

## Famille
Roudabeh était la fille de Mehrab Kaboli, roi de Kaboul, et de son épouse Sindukht (en). Elle épousa Zal, avec qui elle eut deux enfants dont Rostam, le héros principal du Shahnameh. 

## Mythes

### Marriage avec Zal
Le Shahnameh décrit Rudabeh ainsi :
Autour de ses épaules argentées, deux tresses noires musquées s'enroulent, les enserrant de leurs extrémités comme s'ils étaient les maillons d'une chaîne.
Sa bouche ressemble à une fleur de grenade, ses lèvres sont des cerises et sa poitrine argentée se courbe en seins comme des grenades.
Ses yeux sont comme les narcisses du jardin et ses cils tirent leur noirceur de l'aile du corbeau.
Ses sourcils sont modelés sur les arcs de Teraz poudrés d'écorce fine et élégamment teintés de musc.
Si vous cherchez une lune brillante, c'est son visage ; si vous aspirez au parfum du musc, il persiste dans ses cheveux
De la tête aux pieds, elle est le Paradis doré ; tout éclat, harmonie et délectation.
(Shahnameh 1:21-3)
C'est cette description et la beauté physique de Rudabeh qui ont d'abord attiré Zal. Rudabeh a également consulté ses dames d'honneur au sujet de Zal. Ce dernier est venu aux murs du palais de Rudabeh où elle a laissé tomber ses tresses comme une corde. Zal a refusé l'aide et il a immédiatement grimpé sa propre corde préparée de la base au sommet. Rudabeh fit asseoir Zal sur le toit et ils parlèrent longuement dans la nuit.
Zal a consulté ses conseillers sur ce qu'il devait faire à propos de Rudabeh. Après délibération, ils lui conseillèrent finalement d'écrire un compte rendu complet des circonstances à son père, Sâm. Sâm et les Mubeds, sachant que le père de Rudabeh, chef de Kaboul, était babylonien et descendant de la famille de Zahhak, n'approuvèrent pas le mariage. Zal rappela à son père le serment qu'il avait fait d'accomplir tous ses souhaits.
Le souverain en référa alors aux astrologues, pour savoir si le mariage entre Zal et Rudabeh serait prospère ou non. Ils prophétisèrent qu'un enfant de Zal et Rudabeh serait le conquérant du monde. Lorsque Zal arriva à la cour de Manuchihr, il fut reçu avec honneur et, après avoir lu la lettre de Sâm, le Chah approuva le mariage.

### Maternité
D'après la mythologie persane, l'accouchement du héros Rostam par Rutabeh fut très difficile. Le labeur se prolongea en raison de la taille extraordinaire de son bébé. Zal, désespéré, était certain que sa femme mourrait en couches. Rudabeh était proche de la mort quand enfin Zal se souvint de la plume du Simorgh que celui-ci lui avait donné lorsqu'il était enfant. Il suivit les instructions qu'il avait reçues en la plaçant sur le feu sacré. Le Simorgh apparu alors et l'instruisit sur la façon d'effectuer une césarienne (rostamzad), sauvant ainsi Rudabeh et l'enfant, qui devint plus tard l'un des plus grands héros persans.